# لهبي الجسم
لَهِّبِيّ الجسم (الاسم العلمي: Pyrrhosoma)، جنس يعاسيب من فصيلة رعاشينات ضيقة الأجنحة. يشتمل على الأنواع التالية:
- يعسوب أحمر يوناني Schmidt, 1948 –
- Pyrrhosoma latiloba Yu, Yang & Bu, 2008
- يعسوب أحمر ضخم (Sulzer, 1776) –
- Pyrrhosoma tinctipenne (McLachlan, 1894)